# Rio São Lourenço (São Paulo)

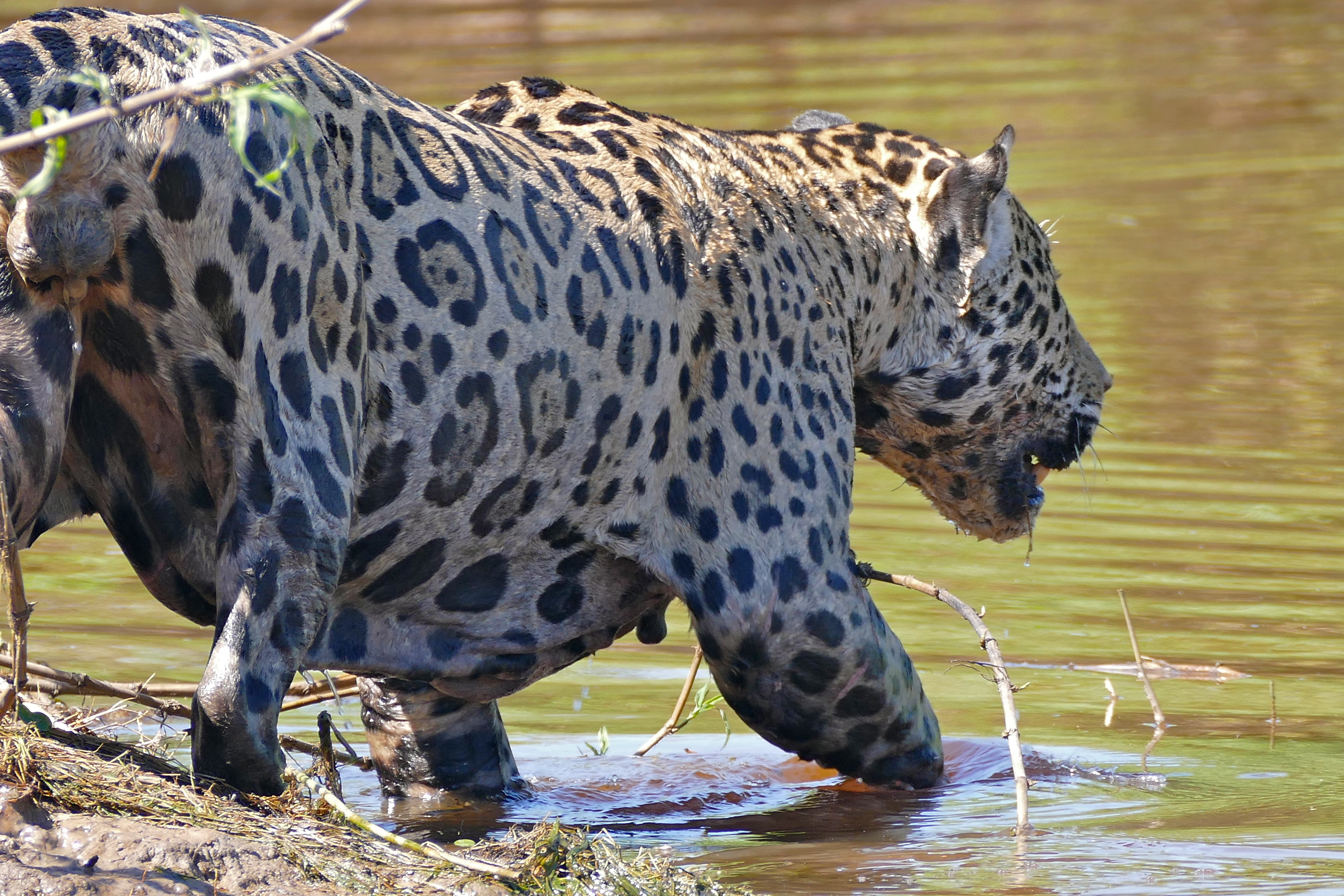
Fauna Rio são Lourenço

O rio São Lourenço é um rio brasileiro do estado de São Paulo.
Nasce na localização geográfica latitude: 21º36'16" Sul e longitude: 48º16'53" Oeste, no município de Matão e deságua no rio Tietê na localização geográfica latitude: 21º44'19" sul e longitude: 49º03'33" oeste, no município de Borborema.
Ribeirão São Lourenço deságua no Ribeirão dos Porcos que em seguida tem sua Foz no Rio Tietê em Borborema-SP.